# Semiothisa bitaeniata
Semiothisa bitaeniata là một loài bướm đêm trong họ Geometridae.